# Мадемуазель Нітуш (оперета)
Мадемуазель Нітуш (фр. Mam'zelle Nitouche) — оперета французького композитора Флорімона Ерве, написана в 1883 році. Автори лібрето: Анрі Мельяк і Альбер Мілло (фр. Albert Millaud).
Світова прем'єра оперети відбулося 26 грудня 1883 року в паризькому театрі Вар'єте (фр. Théâtre des Variétés.
Урочистий хорал в опереті переплетений з легковажним танцювальним мотивом. В цілому, в опереті у веселій і гострій манері розповідається про кохання, творчість, молодечому бажанню життя, також осоромлюється святенництво і користолюбство.

## Дійові особи
- Флорідор (Селестен) — баритон
- Полковник — баритон
- Коріна — меццо-сопрано
- Деніза де Флавіньї — сопрано
- Лейтенант Фернан Шамплатро — тенор
- Начальниця — контральто
- Директор театру — бас
- помічник режисера
- Урсула
- Лоріо — тенор
- Офіцери, пансіонерки

## Короткий зміст
Дія відбувається в першій половині XIX сторіччя у французькій провінції. Головна героїня, Деніза де Флавіньї — юна вихованка монастирського пансіону. Вона розкриває таємницю вчителя музики Селестена: виявляється, він не такий тиран і зануда, яким намагається видаватися, він веде подвійне життя. За межами монастиря він веселий марнотратник життя Флорідор, автор оперет для своєї коханки, актриси Коріни.
Ввечері Селестен в черговий раз потайки збігає в місто, щоб бути присутнім на прем'єрі свого останнього творіння. Деніза йде за ним в театр. Нісенітна Коріна влаштовує скандал і відмовляється грати в опереті. Деніза, яка знає партитуру напам'ять, виходить замість неї під псевдонімом «Мадемуазель Нітуш» і підкорює публіку своїм виконанням.
У залі з-поміж усіх присутній молодий лейтенант Фернан Шамплатро, який закохується в Деніз. Після ряду смішних непорозумінь все приходить до щасливого фіналу.

## Музичні номери
- Увертюра
- Куплети Флорідора
- Арія Денізи з хором
- Пісенька про гренадерів (Деніза, Флорідора)
- Шукаю і прагну любові я (Деніза)
- Арія Фернана
- Пісенька про Бабетту (Деніза)
- Антракт
- Пісенька про турецький барабан (Деніза)
- Антракт
- Дует Денізи і Фернана
- Фінал

## Відомі виконавці
- Деніза де Флавіньї — А. Жюдік, Е. Потопчіна, Г. Пашкова, Л. Целіковська, Н. Архипова, Р. Лазарєва, Н. Унд, І. Нинидзе, Н. Гришаєва, Е. Крегжде.
- Флорідора (Селестен) — К. Станіславський, В. Матвєєв, М. Водяний, В. Осенев, В. Васильєв, А. Миронов, А. Олешко.
- Коріна — Г. Жуковська, Л. Гурченко.

## Цікаві факти
- Головна роль в «Нітуш» призначалася для актриси Анни Жюдік[2].
- Життя героя оперети Селестена-Флорідора, який вів подвійне життя, викладаючи музику в пансіоні-монастирі і пишучи оперету, дуже схоже на те, яке вів в молодості сам Ерве.
- У 1884 році Костянтин Станіславський поставив «оперету-водевіль» «Мамзель Нітуш» і сам зіграв у ній роль Флорідора (Селестена).

## Екранізації
Оперета неодноразово екранізувалася в різних країнах.
- Мадемуазель Нітуш — 1954, Франція
- Небесні ластівки — 1976, Ленфільм (муз. В. Лебедєва)
- Мадемуазель Нітуш — 1974, телеспектакль МДТ ім. М. Н. Єрмолової
- Mam'zelle Nitouche (1931) на сайті IMDb (англ.)
- Mam'zelle Nitouche (1954) на сайті IMDb (англ.)
- Загальний список екранізацій [Архівовано 16 лютого 2017 у Wayback Machine.]